# San Giovanni Lupatoto
San Giovanni Lupatoto és un municipi italià, situat a la regió del Vèneto i a la província de Verona. L'any 2004 tenia 22.218 habitants.